# ميكروماتة الجب
ميكروماتة الجب (الاسم العلمي: Micrommata aljibica) هي نوع من العنكبوتيات تتبع جنس الميكروماتة من فصيلة العناكب الصيادة.